# 316 (tal)
316 är det naturliga talet som följer 315 och som följs av 317.

## Inom vetenskapen
- 316 Goberta, en asteroid.

## Inom matematiken
- 316 är ett jämnt tal
- 316 är ett sammansatt tal
- 316 är ett defekt tal
- 316 är ett tridekagontal
- 316 är ett centrerat triangeltal
- 316 är ett centrerat heptagontal
- 316 är ett palindromtal i det ternära talsystemet.